# منظمة غوام للتطوير الديمقراطي والاقتصادي

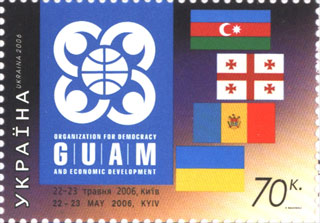
طابع بريدي أوكراني يخلد عقد قمة غوام في كييف ، 22 مايو - 23 مايو 2006.

منظمة غوام للتطوير الديمقراطي والاقتصادي (أذرية: GUAM); (بالأوكرانية: ГУАМ)‏; (بالجورجية: სუამი)‏) تضم كلاً من جورجيا وأوكرانيا وملدافيا وأذربيجان. وحتى مطلع صيف العام 2005 كانت أوزبيكستان العضو الخامس. تتميز الدول الأعضاء في منظمة (غوام)- الاسم الجديد لها بعد انسحاب أوزبكستان- بموالاتها للغرب والتزامها بالدعوات الأمريكية لإقامة ما تصفه واشنطن «أنظمة حكم ديموقراطية في الجمهوريات السوفيتية السابقة».

## تاريخ
تلعب دول هذه المنظمة دوراً كبيراً في العمل من أجل تغيير نظام الحكم في بيلاروسيا، الذي ما زال ينادي بضرورة إعادة العلاقات إلى ما كانت عليه في العهد السوفييتي بين مختلف جمهورياته. ويُتوقع أن يتم الدفع نحو توتير الأوضاع في بيلاروسيا قبل اتحادها مع روسيا، لاستكمال طوق الموالاة للغرب حول روسيا، ولتفويت الفرصة على موسكو بالحفاظ على قاعدة متقدمة اسمها بيلاروسيا تشغل موقعاً استراتيجياً وحساساً في أوروبا عموماً، وهي القلعة الأخيرة التي ما زالت تقف غرب روسيا رافضة الانصياع لرغبات واشنطن. قررت أوزبيكستان الانسحاب سنة 2005، وبرر الرئيس الأوزبكي إسلام كاريموف ذلك بقوله أن المنظمة أصبحت (سياسية) أكثر من الحاجة.
ظهرت مؤخراً مؤشرات تدل على رغبة دول (غوام) بالحد من النفوذ الروسي، حين قدمت أوكرانيا الدولة الرئيسية في غوام، اقتراحاً باستبدال قوات حفظ سلام دولية أو تابعة للناتو بالقوات الروسية الموجودة لحفظ السلام في مناطق نزاع مثل بريدنيستروفيا الإقليم الذي يرفض الانضمام إلى مولدوفا، وفي أبخازيا وأوسيتا اللتين ترفضان الانضمام إلى جورجيا.

## أعضاء
- الأعضاء الحاليين :
  -  أذربيجان (1997)
  -  جورجيا (1997)
  -  مولدوفا (1997)
  -  أوكرانيا (1997)
- أعضاء سابقون :
  -  أوزبكستان (1999; انسحب في 2005)
- المراقبون:
  -  تركيا
  -  لاتفيا

## وصلات خارجية
- الموقع الرسمي